# Infecció per Helicobacter pylori
La infecció per Helicobacter pylori és una infecció bacteriana causada per l'Helicobacter pylori, que pot causar principalment una inflamació crònica en humans i augmenta el risc de malaltia d'úlcera pèptica, adenocarcinoma gàstric i limfoma de teixit limfoide associat a les mucoses.
Pot ser simptomàtica o asimptomàtica (sense efectes visibles en el malalt). S'estima que més del 70% de les infeccions són asimptomàtiques. En absència d'un tractament basat en antibiòtics, una infecció per H. pylori persisteix aparentment durant tota la vida. El sistema immunitari humà és incapaç d'erradicar-la.

## Via d'infecció
La majoria dels investigadors creuen que la infecció ocorre a través de la transmissió personal. El bacteri ha estat aïllat de femta, saliva i placa dental de pacients infectats, la qual cosa suggereix una ruta gastro-oral o fecal-oral com a possible via de transmissió. Altres resultats donen suport a la possibilitat que es transmeti a través de l'aigua, ja que s'ha demostrat que H. pylori és capaç de sobreviure-hi. Estudis fets al nord-oest d'Espanya, demostren la presència d'H. pylori en rius amb diferents graus de pol·lució fecal.
S'han descrit casos de transmissió a través de verdures. A més, investigadors han demostrat que el període crític d'aquisició del bacteri és la infantesa.

## Epidemiologia
S'estima que més de dos terços de la població mundial es troba infectada per aquest bacteri. La proporció d'infecció varia de nació a nació. En el món occidental (Oest d'Europa, Amèrica del Nord i Austràlia), la proporció és d'al voltant d'un 25% de la població, sent molt major en el tercer món. En aquest últim cas, és comú, probablement per les pobres condicions sanitàries, trobar infeccions en nens. En els Estats Units, la infecció es dona principalment entre persones d'edat avançada (més del 50% d'aquestes ocorren en persones de més de 60 anys enfront d'un 20% entre persones de menys de 40) i entre pobres.

Aquestes discrepàncies s'atribueixen a una major higiene i a l'ús més estés d'antibiòtics en països més rics. De qualsevol forma en els últims anys estan apareixent soques de H. pylori que presenten resistència a antibiòtics. Hi ha ja soques resistents fins i tot a metronidazole en el Regne Unit.

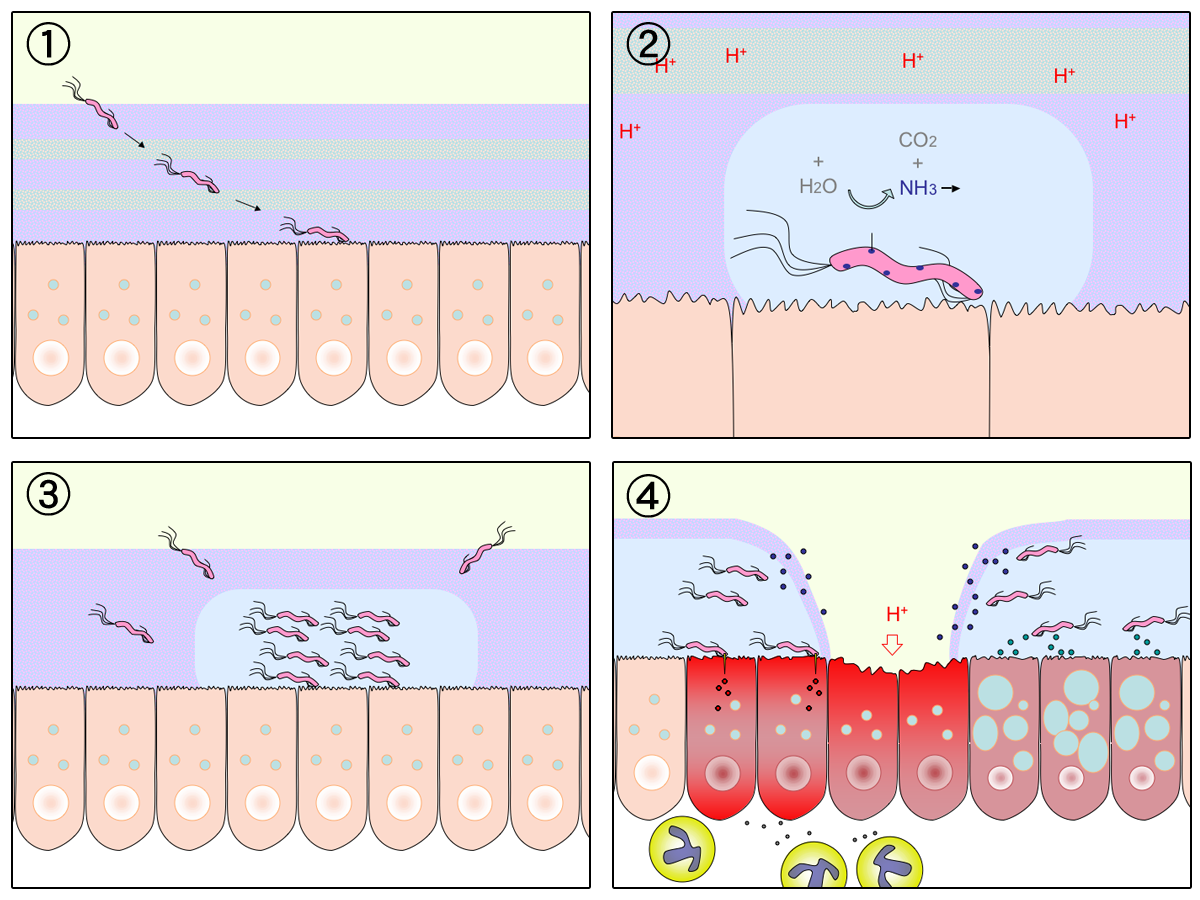
Mode d'infecció d'H. pylori:
1. H. pylori penetra la capa mucosa de l'estómac i s'adhereix a la superfície de la capa mucosa epitelial gàstrica.
2. Produeix amoníac a partir de la urea per a neutralitzar l'àcid gàstric.
3. Migració i proliferació dH. pylori al focus d'infecció.
4. Es desenvolupa la ulceració gàstrica amb destrucció de la mucosa, inflamació i mort de les cèl·lules mucoses.

## Diagnòstic
Existeixen diferents mètodes per a diagnosticar una infecció d'H. pylori.
- Anticossos específics en una mostra de sang, té tan sols entre un 76% i un 84% de sensibilitat.
- Antigen en la femta del pacient.
- Prova de l'alè amb urea, en la qual el pacient beu urea marcada amb ¹⁴C o 13C, produint-se posteriorment (a causa del metabolisme del bacteri) diòxid de carboni marcat, el qual és detectat en la respiració.
- Un altre mètode de diagnòstic és la biòpsia obtinguda durant una gastroscòpia, i apunta a amidar la ureasa activa en la mostra extreta (test ràpid de la ureasa).

La detecció de l'antigen en femta o la prova de l'alè poden donar falsos negatius si s'han pres antibiòtics, inhibidors de la bomba de protons o, més rarament, bismut.

## Tractament

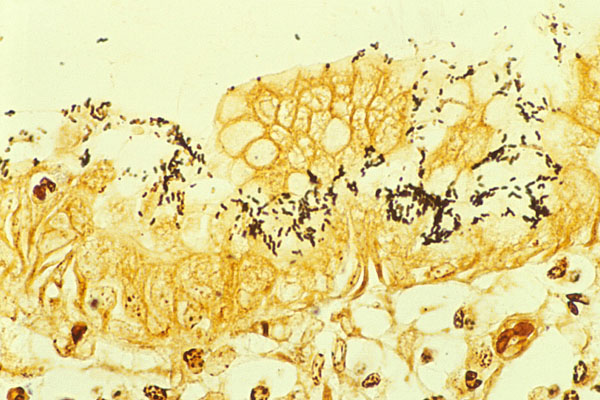
Colonització d'H. pylori sobre la superfície de l'epiteli regeneratiu (Tinció: plata de Warthin-Starry's).

Actualment es tracta tan sols quan es presenta infecció simptomàtica. S'utilitza claritromicina, amoxicil·lina i tetraciclina. Anteriorment s'emprava metronidazole, però ara es coneix que es presenta resistència en més del 80% dels casos.

### Infecció asimptomàtica
En pacients que presenten una infecció asimptomàtica, el tractament generalment no està recomanat.

### Infecció simptomàtica
En pacients amb úlceres gàstriques on es detecta H. pylori, el procediment habitual és erradicar-lo fins que l'úlcera sana.

#### Tractament de primera línia
El gastroenteròleg de Sydney Thomas Borody va introduir la triple teràpia en 1987, consistent amb amoxicil·lina, claritromicina i un inhibidor de la bomba de protons (IBP, habitualment l'omeprazole);. Però degut a unes taxes de resistència a Espanya (de les més altes de la Unió Europea), però també al sud d'Europa, s'indiquen IBP/12h + claritromicina 500 mg/12h + amoxicil·lina 1 g/12h + metronidazole 500 mg/12h durant 14 dies. En pacients amb al·lèrgia a penicil·lina, s'indica de primera línia una pauta quàdruple amb bismut: IBP/12h + bismut 120 mg/6h o 240 mg/12h + tetraciclina (doxiciclina) 100 mg/12h + metronidazole 500 mg/8h i amb una durada de 10 o 14 dies.

#### Tractament de segona línia
Si hi ha fracàs d'un primer tractament que inclogui claritromicina, es recomana una pauta amb levofloxacina: IBP/12h + amoxicil·lina 1 g/12h + levofloxacina 500 mg/24h + bismut 240 mg/12h. Altres alternatives serien: IBP/12h + bismut 120 mg/6h (o 240 mg/12h) + tetraciclina (doxiciclina 100 mg/12h) + metronidazole 500 mg/8h de 10 a 14 dies, o bé IBP/12h + Pylera 3 cps/6h x 10 dies. Entre les recomanacions de tractament de rescat en pacients amb al·lèrgia a penicil·lina se suggereix fer servir una teràpia triple amb IBP + levofloxacina + claritromicina.